# Debbie Wheeler
Debbie Wheeler (* 1958 in Preston, Lancashire, England) ist eine britische Schauspielerin.

## Leben
Wheeler begann ihre auf Gastrollen in britischen Fernsehserien begrenzte Schauspielkarriere 1976 mit einer Episodenrolle in der kurzlebigen Dramaserie The Crezz mit Joss Ackland in der Hauptrolle. In der erfolgreichen Gerichtsserie Crown Court trat sie in sechs Folgen auf. Eine größere Rolle spielte sie in der Sitcom Solo, in der sie in sechs der 13 Folgen zu sehen war. Die meisten ihrer Auftritte absolvierte Wheeler in Produktionen, die im deutschsprachigen Raum größtenteils unbekannt blieben, mit Ausnahme der Krimiserien Der Aufpasser und Dempsey & Makepeace. Ihre bislang letzte Schauspielrolle übernahm sie 2005 in einer Folge der Krimiserie Taggart.
1992 sprach Wheeler eine Synchronrolle in der Zeichentrickserie Die Legende von Prinz Eisenherz. Sie ist zudem als Voiceover-Sprecherin tätig und ist auf dem Album Operation: Mindcrime der Band Queensrÿche zu hören.
Wheeler war von 1991 bis 1996 mit dem Schauspieler Julian Holloway verheiratet.

## Filmografie (Auswahl)

### Fernsehen
- 1976: The Crezz
- 1977: Fathers and Families
- 1978: Crown Court
- 1980: Airport Chaplain
- 1980: The Cuckoo Waltz
- 1982: Der Aufpasser (Minder)
- 1982: The New Adventures of Lucky Jim
- 1983: The Boy Who Won the Pools
- 1984: Sorrell and Son
- 1985: Dempsey & Makepeace
- 1988: The Bill
- 2005: Taggart